# Lobsang Tenpa
Lobsang Tenpa  (1725-?) was een Tibetaans geestelijke.
Hij was de zestigste Ganden tripa van ca. 1772 tot ca. 1778 en daarmee de hoofdabt van het klooster Ganden en hoogste geestelijke van de gelugtraditie in het Tibetaans boeddhisme.